# Ухманское сельское поселение
Ухманское се́льское поселе́ние — муниципальное образование в Канашском районе Чувашии Российской Федерации.
Административный центр — село Ухманы.

## История
Статус и границы сельского поселения установлены Законом Чувашской Республики от 24 ноября 2004 года № 37 «Об установлении границ муниципальных образований Чувашской Республики и наделении их статусом городского, сельского поселения, муниципального района и городского округа»

## Население
| 2010  | 2012  | 2013  | 2014  | 2015  | 2016  | 2017  |
| ----- | ----- | ----- | ----- | ----- | ----- | ----- |
| 1484  | ↘1454 | ↘1405 | ↘1376 | ↗1385 | ↘1366 | ↘1307 |
| 2018  | 2019  | 2020  | 2021  |       |       |       |
| ↘1281 | ↘1249 | ↘1224 | ↘1219 |       |       |       |

## Состав сельского поселения
| № | Населённый пункт | Тип населённого пункта       | Население |
| - | ---------------- | ---------------------------- | --------- |
| 1 | Ухманы           | село, административный центр | →1228     |
| 2 | Чиршкасы         | деревня                      | ↘255      |